# День Державної служби спеціального зв'язку та захисту інформації України
День Державної служби спеціального зв'язку та захисту інформації — свято, що відзначається в Україні 25 травня.

## Опис
Свято запроваджено 29 квітня 2021 року указом президента Зеленського № 181/2021. Свято присвячено прицівникам Державної служби спеціального зв'язку та захисту інформації України.